# Аполлов, Александр Иванович
Александр Иванович Аполлов (1864 — 2 августа 1893) — сельский священник, под влиянием произведений Льва Толстого сложивший с себя сан в знак разногласия с Церковью, автор ряда религиозно-нравственных притч.
Является прототипом героев двух литературных произведений: священника Василия Никаноровича в пьесе Льва Толстого «И свет во тьме светит», и главного героя — священника Василия Фивейского в повести Леонида Андреева «Жизнь Василия Фивейского».

## Биография
...я думал о трагическом положении священника, познавшего истину, и о наилучшем выходе из этого положения. … выход тот, который избрал… замечательный человек, священник Аполлов, служивший в Ставропольской епархии. Он заявил архиерею, что не может по изменившимся взглядам продолжать священствовать. Его вызвали в Ставрополь, и начальство и семейные так мучили его, что он согласился вернуться на свое место, но, пробыв меньше года, не выдержал и опять отказался и расстригся. Жена оставила его. Все эти страдания так повлияли на него, что он умер, как святой, не изменив своим убеждениям и, главное, любви.
Родился в 1864 году в Костромской губернии в семье священника.
В 1885 году окончил Кавказскую духовную семинарию, определён в церковь села Прасковея Ставропольской губернии. Согласно формулярному списку 1885 года: «пастырские обязанности исполнял благоговейно и очень исправно. Написал и представил двенадцать катехизических поучений».
Изучал медицину, оказывал врачебную помощь, печатал в ставропольской газете заметки о жизни села и быте духовенства.
Известно, что на службах читал с амвона народные рассказы Льва Толстого.
Огромное влияние на него произвела «Исповедь» Л. Н. Толстого, как позже Апполов отметил: «„Исповедь“ я читал с величайшим интересом, как свою собственную. Она давала возможность взглянуть на себя со стороны», прочёл «Войну и мир», причем сделал выписки из философского заключения романа, а читая «Анну Каренину», проникся симпатией к персонажу романа Левину. Позже заинтересовался педагогическими статьями писателя.
В октябре 1889 года подал на имя ставропольского епископа Владимира прошение о снятии с себя духовного сана. Однако, под давлением епархиального начальства взял прошение обратно
В ответ на приказ епископа подать объяснительную записку Аполлов написал свою «Исповедь», в которой, в частности, писал о разладе между нравственными принципами христианства и образом жизни духовенства.
Копию своей «Исповеди» послал в издательство «Посредник», и хотя она не была опубликована, однако, распространяемая в списках и отпечатанная на гектографе, получила широкое распространение.
В 1892 года окончательно порвал с церковью — его лишили сана и выслали из Ставропольской губернии.
Аполлов переехал в Воронежскую губернию, где жил у В. Г. Черткова, помогая ему в работе издательства «Посредник».
У Аполлова быстро развивалась болезнь (туберкулез кишечника). В мае 1893 года Толстой в письме предлагал Аполлову съездить в Самару на лечение на кумыс к приятелю Бибикову.
В декабре 1892 года Толстой пригласил Аполлова в гости, но тогда поездка не состоялась. В мае 1893 года Апполов в пути на родину в Костромскую губернию, проезжая через Москву, заходил к Толстому между 7 и 9 мая, но тот уже уехал в Ясную Поляну. Толстой и Аполлов никогда лично не встречались.
Умер 2 августа 1893 года в возрасте 29 лет в селе Немда Костромской губернии.

## Произведения
О публикации «Исповеди» данных нет, рукопись храниться в РГАЛИ, там же хранятся рукописи ряда неизданных произведений и письма.
При жизни было опубликовано одно сочинение, написанное Аполловым ещё будучи в сане — «Житие и избранные места из творений преподобного Макария Египетского» (М., 1889).
Остальные произведения опубликованы посмертно:
- Борьба света с тьмою. (Ормузд и Ариман) — М., 1908
- Христос // Журнал «Голос Толстого и Единение», № 3, 1918
- Мара // Журнал «Голос Толстого и Единение», № 5, 1918

Выступал против алкоголя и табака:
- Необыкновенный случай — М., 1895 — быль в сказовой форме о крестьянской свадьбе без вина
- Перестанем курить! Что такое табак и какой вред от него бывает. — М., 1895 — книга выдержала минимум семь изданий в 1895—1910 годах

## Оценки
Лев Толстой высоко оценивал поступок и литературные опыты Аполлова, предлагал И. И. Горбунову-Посадову написать биографию этого, по его словам, — «прекрасного и сильного человека».

«О жизни» — превосходная. — Как я полюбил этого Аполлова. Какое ясное и чистое миросозерцание! — Я во всем согласен с его книгой. Она может показаться пресной многим, но зато нет ни одной фальшивой ноты.— Толстой Л. Н. - Черткову В. Г., 1 июня 1889 года
Об «Исповеди (Как жить нужно?)» Апполова в дневнике Толстого от 26 мая 1889 года имеется запись: «Читали рукописи, присланные Чертковым, Аполлова „Как жить нужно“. Прекрасно». Эта работа Апполова высоко оценивалась и советскими литературоведами:

«Исповедь» — собственное жизнеописание и история духовных исканий. Написанная проницательным, широкообразованным человеком, «Исповедь» явилась жестоким приговором церкви с ее формализмом, бездуховностью, догматизмом, оголтелым фанатизмом, замешенным на атавистических суевериях. Аполлов объяснил, почему он не мог не выйти из церкви, желая остаться «в боге», то есть жить согласно нравственному закону и благочестию. Как и Толстой, он принял христианство как руководство жизни. Как и Толстой, он был убежден, что православная церковь давно уже утратила истинную веру, что ее учение ложно и безнравственно.— Л. А. Иезуитова, доцент кафедры истории русской литературы факультета филологии и искусств СПбГУ
Максим Горький, знакомый с «Исповедью» Аполлова, рассказывал о ней, как об одном из произведений «безвестных мучеников мысли, которые вызваны к жизни „Исповедью“ Льва Толстого».

### Контрверсия
Согласно издаваемой с 2000 года «Православной энциклопедии» к ранней смерти Апполова привела психическая болезнь. Однако, остальные источники указывают причиной смерти туберкулёз кишечника, и говорят о тяжёлом приступе депрессии перед смертью в связи с известием о неизлечимом заболевании, но не о психической болезни. Также энциклопедия указывает, что своё прошение о снятии сана Апполов забрал сам из-за осложнений в отношениях с родственниками, а не под нажимом епархиальных властей.